# Distribució hipergeomètrica no central de Wallenius
En la teoria de la probabilitat i l'estadística, la distribució hipergeomètrica no central de Wallenius (anomenada després de Kenneth Ted Wallenius) és una generalització de la distribució hipergeomètrica on els elements es mostren amb biaix.
Aquesta distribució es pot il·lustrar com un model d'urna amb biaix. Suposem, per exemple, que una urna conté m 1 boles vermelles i m ₂ boles blanques, amb un total de N = m1 + m₂ boles. Cada bola vermella té el pes ω1 i cada bola blanca té el pes ω₂. Direm que la relació de probabilitats és ω = ω1/ω₂. Ara estem agafant n boles, una per una, de tal manera que la probabilitat d'agafar una pilota determinada en un sorteig concret és igual a la seva proporció del pes total de totes les boles que es troben a l'urna en aquell moment. El nombre de boles vermelles x1 que obtenim en aquest experiment és una variable aleatòria amb la distribució hipergeomètrica no central de Wallenius.
La qüestió es complica pel fet que hi ha més d'una distribució hipergeomètrica no central. La distribució hipergeomètrica no central de Wallenius s'obté si les boles es mostren una a una de manera que hi hagi competència entre les boles. La distribució hipergeomètrica no central de Fisher s'obté si les boles es mostren simultàniament o independentment les unes de les altres. Malauradament, ambdues distribucions es coneixen a la literatura com "la" distribució hipergeomètrica no central. És important especificar quina distribució es vol dir quan s'utilitza aquest nom.
Les dues distribucions són iguals a la distribució hipergeomètrica (central) quan la relació de probabilitats és 1.
La diferència entre aquestes dues distribucions de probabilitat és subtil. Vegeu l'entrada de la Viquipèdia sobre distribucions hipergeomètriques no centrals per a una explicació més detallada.

## Distribució univariada
La distribució de Wallenius és especialment complicada perquè cada pilota té una probabilitat de ser presa que depèn no només del seu pes, sinó també del pes total dels seus competidors. I el pes de les boles que competeixen depèn dels resultats de tots els sortejos anteriors.
Aquesta dependència recursiva dona lloc a una equació de diferència amb una solució que ve donada en forma oberta per la integral en l'expressió de la funció de massa de probabilitat a la taula anterior.
Existeixen expressions de forma tancada per a la funció de massa de probabilitat (Lyons, 1980), però no són molt útils per als càlculs pràctics a causa de la inestabilitat numèrica extrema, excepte en casos degenerats.

## Distribució multivariant
La distribució es pot ampliar a qualsevol nombre de colors c de boles a l'urna. La distribució multivariant s'utilitza quan hi ha més de dos colors.
La funció de massa de probabilitat es pot calcular mitjançant diversos mètodes d'expansió de Taylor o per integració numèrica (Fog, 2008).
La probabilitat que totes les boles tinguin el mateix color, j, es pot calcular com:
{\displaystyle \operatorname {mwnchypg} ((0,\ldots ,0,x_{j},0,\ldots );n,\mathbf {m} ,{\boldsymbol {\omega }})={\frac {m_{j}^{\,\,{\underline {n}}}}{\left({\frac {1}{\omega _{j}}}\sum _{i=1}^{c}m_{i}\omega _{i}\right)^{\underline {n}}}}}
per a x j = n ≤ m j, on el superíndex subratllat denota el factorial decreixent.